# Ottavo Dottore
L'Ottavo Dottore è una incarnazione del Dottore, il protagonista della serie televisiva britannica Doctor Who, interpretato da Paul McGann.
Il personaggio fa la sua prima apparizione nel film-tv del 1996 Doctor Who, prodotto come infruttuoso tentativo di rilanciare la serie televisiva dopo la cancellazione di quest'ultima nel 1989. Sebbene inizialmente l'Ottavo Dottore apparisse unicamente nel film suddetto, le sue avventure sono state narrate in vari prodotti correlati a Doctor Who, inclusi oltre 70 drammi radiofonici ai quali partecipò lo stesso McGann. Nel 2013, l'attore ha ripreso il ruolo in occasione dell'episodio speciale La notte del Dottore, dove viene mostrata l'ultima avventura dell'Ottavo Dottore e la sua rigenerazione nel War Doctor (interpretato da John Hurt).
Il Dottore è un Signore del tempo alieno ultracentenario originario del pianeta Gallifrey che viaggia nel tempo e nello spazio attraverso il TARDIS, frequentemente accompagnato da vari compagni di viaggio.
McGann interpretò questa incarnazione del Dottore, come un passionale, entusiasta, ed eccentrico personaggio. L'unica sua compagna d'avventure nel film è Grace Holloway (Daphne Ashbrook), un medico chirurgo.

## Biografia del personaggio
Mentre sta trasportando a Gallifrey i resti del suo vecchio nemico di sempre, il Maestro, il Settimo Dottore resta coinvolto in una sparatoria tra gang malavitose di Chinatown nell'anno 1999. Portato d'urgenza all'ospedale, i medici, confusi dal suo doppio battito cardiaco, tentano di operarlo per correggere un'inesistente fibrillazione ventricolare. Il tentativo invece "uccide" il Dottore, e il suo corpo viene trasportato nell'obitorio della struttura. Dopo diverse ore (a causa dell'effetto dell'anestesia sulla sua fisiologia aliena), egli finalmente si rigenera nella sua ottava incarnazione, ma perde momentaneamente la memoria. Nel frattempo il Maestro, riesce a beffare la morte, e mentre il Dottore è sulla Terra, il suo spirito prende possesso del corpo di un paramedico di nome Bruce. Il Maestro sotto mentite spoglie cerca quindi di rubare le rimanenti vite del Dottore aprendo l'Occhio dell'Armonia nel TARDIS, causando quasi la distruzione della Terra nel processo. Tuttavia, il Dottore e la sua nuova alleata, la Dottoressa Grace Holloway riescono ad impedire la distruzione del pianeta Terra, e il Maestro viene risucchiato all'interno dell'Occhio dell'Armonia.
Nel corso dei suoi viaggi, l'Ottavo Dottore ha avuto vari compagni, come  Charley, C'rizz, Lucie, Tamsin e Molly. 
Durante l'Ultima Grande Guerra del Tempo, il Dottore cerca di salvare la giovane astronauta Cass per evitare che la sua nave si schianti sul pianeta Karn. Quando Cass si rende conto che il Dottore è un Signore del Tempo, rifiuta il suo aiuto ignorando il fatto che lui dica di non aver mai preso parte alla guerra, avendo preferito invece salvarne solo le vittime. Entrambi vengono uccisi dallo schianto dell'astronave. Il Dottore viene riportato in vita temporaneamente dalla Sorellanza di Karn e dal suo capo Ohila, che lo invitano a scegliere una pozione con cui potrà rigenerarsi nella forma che preferisce, ma allo stesso tempo lo convincono anche a prendere parte alla Guerra del Tempo per fermarla. Il Dottore, sconfortato dal non essere riuscito a salvare Cass, cede e chiede allora una pozione che lo trasformi in un guerriero, e dopo aver pronunciato le parole: «Medico, cura te stesso», beve la pozione e si rigenera nel War Doctor.

## Personalità
Il sito ufficiale della BBC definisce l'Ottavo Dottore una figura "naturalmente carismatica, romantica". Lo stesso sito afferma come egli sia "all'oscuro" del suo passato ma allo stesso tempo molto sincero sul futuro di coloro che incontra, facendo notare l'ironia di fondo in un "Dottore aperto" che rimane però così misterioso.
Il sito internet della Big Finish Productions lo descrive "un entusiasta che esplora l'universo in virtù dell'amore puro e semplice che prova per esso", che riesce sempre a sopravvivere grazie alle sue eccellenti doti di improvvisazione durante le situazioni difficili. Un Dottore "passionale, diretto, comprensivo ed emotivamente accessibile", ma con questi tratti caratteriali bilanciati da momenti occasionali di "dubbio esistenziale e di stanchezza delle sue infinite battaglie contro il male".
Discutendo dello speciale La notte del Dottore, McGann disse: «La visione istintiva [di Moffat] dell'Ottavo Dottore era esattamente come avevo immaginato che questo personaggio fosse, anche indietro, già negli anni '90. Sai, questa... come una nobiltà ferita. So che ora sembra strano, ma... è un buono, ma è compromesso. Non è un guerriero, davvero, assolutamente. C'è un lato pacifista in lui, ma è anche un realista».

## Aspetto

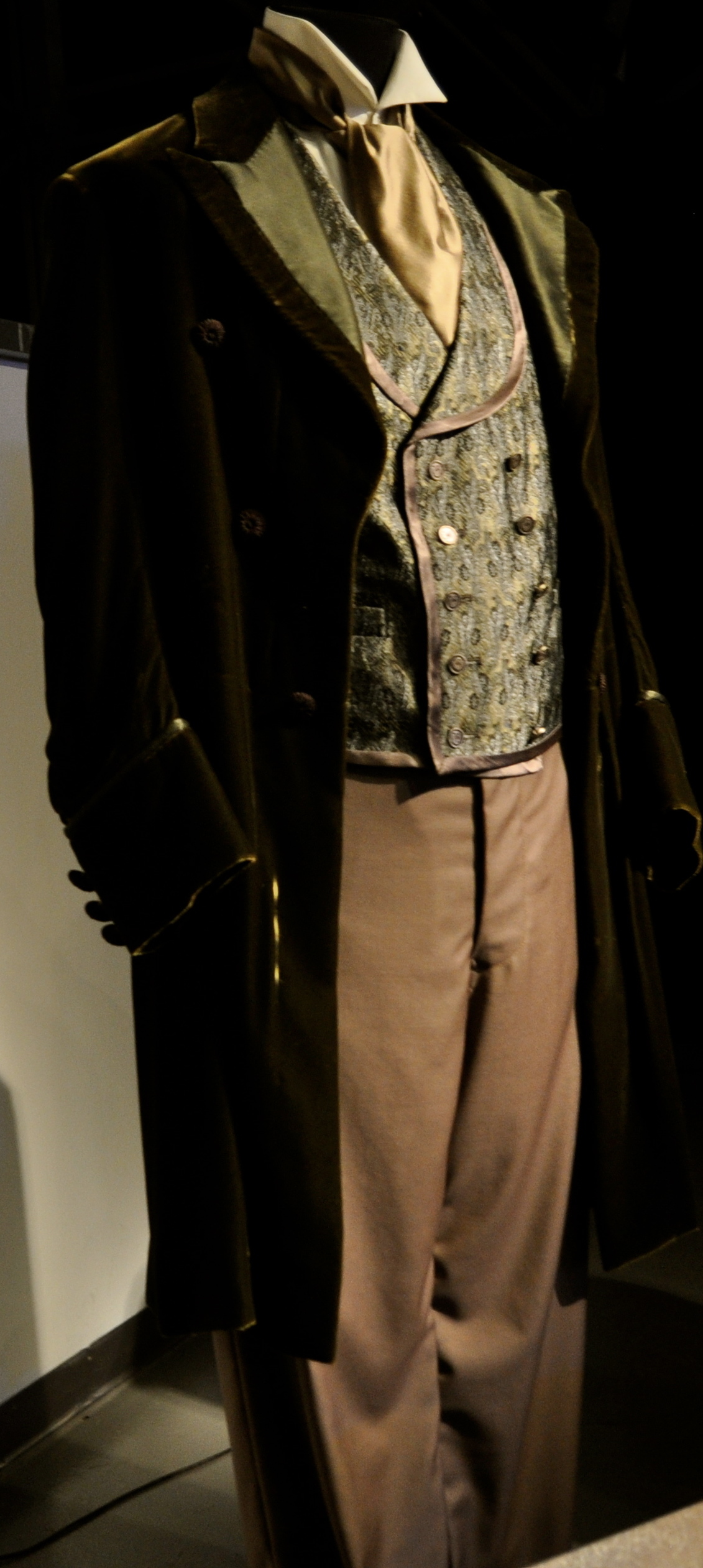
Il vestito dell'Ottavo Dottore alla Doctor Who Experience a Cardiff.

L'Ottavo Dottore indossa inizialmente un costume da carnevale di Wild Bill Hickok, da lui prelevato da un armadietto nell'ospedale di San Francisco nell'obitorio dove era avvenuta la sua rigenerazione. Lo completa con un paio di scarpe nere di cuoio prese da Brian, l'ex fidanzato di Grace Holloway, che gli donano un look a metà tra il dandy vittoriano e un pistolero del selvaggio west. All'epoca dello speciale La notte del Dottore, sfoggia un cappotto verde scuro logoro e sdrucito, corrispondente al suo aspetto disordinato ed esausto, presumibilmente dovuto alle sue esperienze durante la Guerra del tempo. Il suo aspetto fisico sembra quello di un uomo sui trent'anni con gli occhi blu e inizialmente lunghi capelli castani, sebbene ai tempi della Guerra del Tempo abbia un taglio di capelli molto più corto.

## Apparizioni successive
Esistono anche dei romanzi e numerose opere audio contenenti il personaggio dell'Ottavo Dottore. Gli audio (almeno sulle sue avventure) sono confermati essere canonici quando nel mini episodio speciale La notte del dottore il Dottore rende omaggio, prima di rigenerarsi, ai compagni che ha conosciuto (quelli già citati sopra). 
È intravisto molto brevemente nell'episodio Il nome del Dottore quando Clara Oswald entra nella linea temporale del Dottore, mentre nello speciale Il giorno del Dottore l'Ottavo partecipa, attraverso materiale d'archivio, al salvataggio di Gallifrey insieme alle sue altre incarnazioni.

## Riferimenti in altre stagioni diDoctor Who
Immagini dell'Ottavo Dottore sono visibili negli episodi Natura umana, Un altro Dottore, L'undicesima ora, Incubo Cyberman, I mariti di River Song, C'era due volte e I bambini senza tempo.